# CD Guijuelo
Club Deportivo Guijuelo ist ein spanischer Fußballklub. Ihr Stadion Estadio Municipal de Guijuelo liegt in Guijuelo in der Provinz Salamanca. Guijuelo spielt seit der Saison 2006/07 in der Segunda División B.

## Statistik
| Saison  | Liga        | Platz | Copa del Rey         |
| ------- | ----------- | ----- | -------------------- |
| 2000/01 | 1ª Regional | 10.   |                      |
| 2001/02 | 1ª Regional | 1.    |                      |
| 2002/03 | 3ª          | 4.    |                      |
| 2003/04 | 3ª          | 3.    |                      |
| 2004/05 | 2ªB         | 17.   |                      |
| 2005/06 | 3ª          | 3.    |                      |
| 2006/07 | 2ªB         | 12.   |                      |
| 2007/08 | 2ªB         | 9.    |                      |
| 2008/09 | 2ªB         | 9.    |                      |
| 2009/10 | 2ªB         | 16.   |                      |
| 2010/11 | 2ªB         | 15.   |                      |
| 2011/12 | 2ªB         | 7.    |                      |
| 2012/13 | 2ªB         | 15.   |                      |
| 2013/14 | 2ªB         | 4.    |                      |
| 2014/15 | 2ªB         | 5.    | Zweite Runde         |
| 2015/16 | 2ªB         | 6.    | Zweite Runde         |
| 2016/17 | 2ªB         | 12.   | Runde der letzten 32 |
| 2017/18 | 2ªB         | 13.   |                      |
| 2018/19 | 2ªB         | 7.    |                      |
| 2019/20 | 2ªB         | —     |                      |

- 15 Spielzeiten in der Segunda División B
- 3 Spielzeiten in der Tercera División

Stand: inklusive Saison 2018/19